# Mennica w Ujazdowie

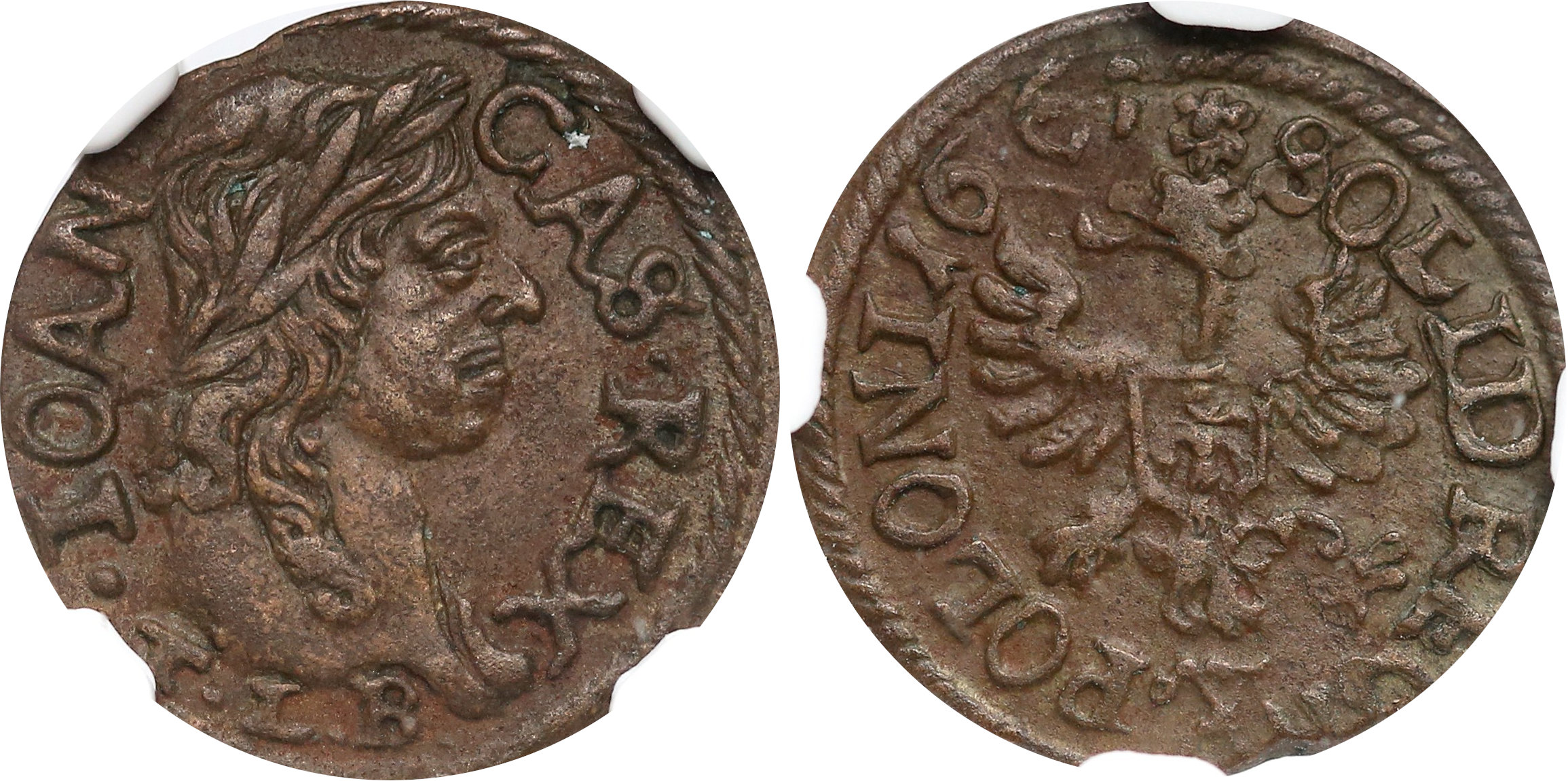
Boratynka koronna (1661) z Ujazdowa

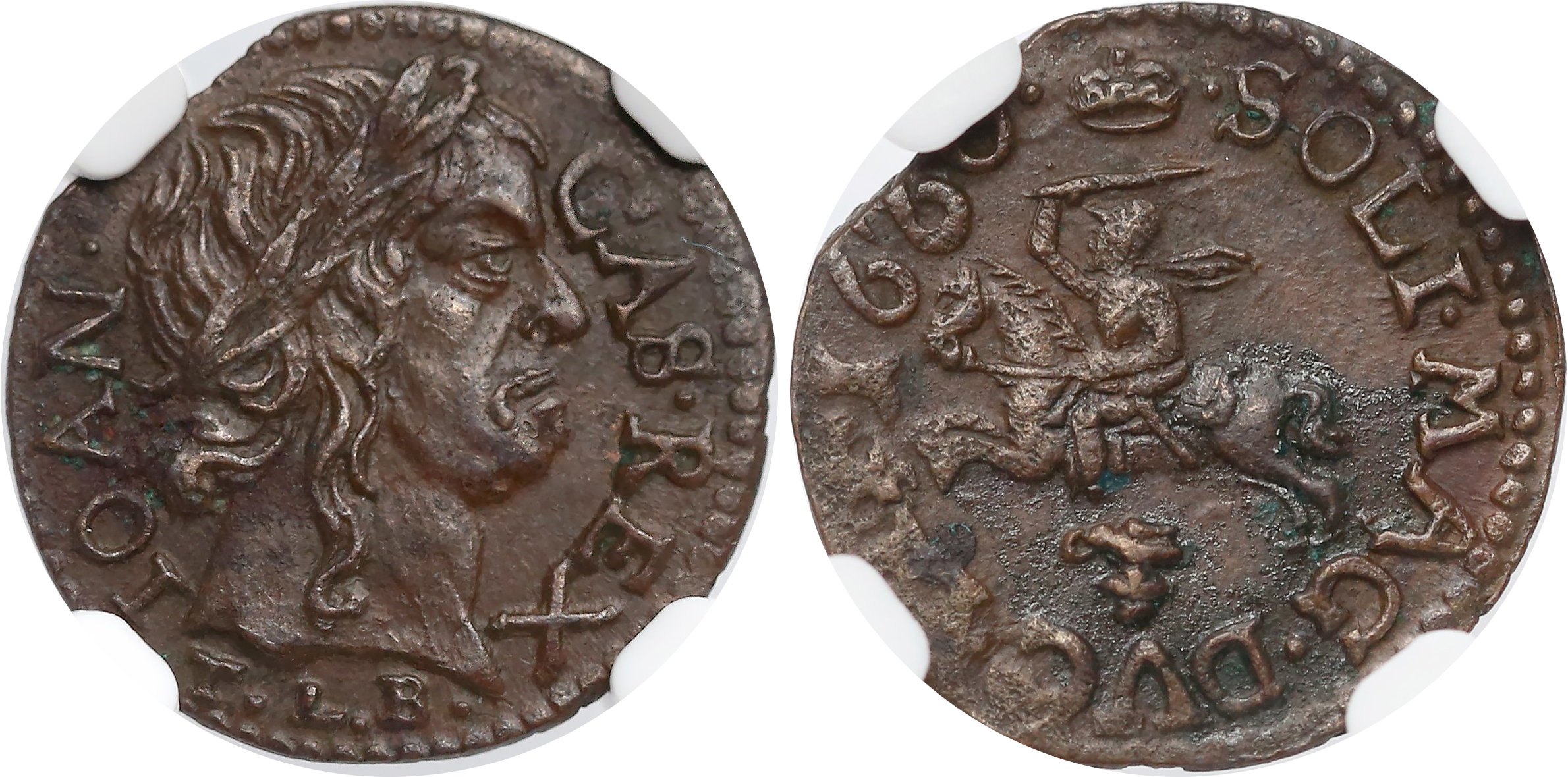
Boratynka litewska (1660) z Ujazdowa

Mennica w Ujazdowie – mennica koronna i litewska mieszcząca się na zamku w Ujazdowie pod Warszawą, w której została zorganizowana przez Tytusa Liwiusza Boratiniego duża produkcja szelągów miedzianych, tzw. boratynek:
- koronnych w latach 1659–1661 i 1663–1666 oraz
- litewskich w latach 1660–1661.

W pierwszym okresie produkcyjnym (do 1661 r.) Boratini nielegalnie podwoił przyznany limit na emisje szelągów – koronnych na sumę 1 640 000 złotych polskich i litewskich na sumę 1 880 000 złotych polskich. W drugim okresie (1663–) Boratiniego zmuszono do przestrzegania naznaczonego limitu – 6 690 883 złote polskie. W rezultacie w ciągu 8 lat mennica w Ujazdowie wypuściła miedzianych szelągów:
- ok. 750 mln koronnych oraz
- ok. 170 mln litewskich.